# Birgit Rockmeier
Birgit Rockmeier (* 29. November 1973 in Moosburg an der Isar) ist eine ehemalige deutsche Leichtathletin, die seit Ende der 1990er Jahre als Sprinterin erfolgreich war. Ihr größter Erfolg ist die Goldmedaille im 4-mal-100-Meter-Lauf bei den Weltmeisterschaften 2001 in Edmonton in 42,32 s zusammen mit Melanie Paschke, Gabi Rockmeier und Marion Wagner. Die deutsche Staffel hatte zunächst hinter der USA-Staffel den zweiten Platz belegt. Nachdem die US-Sprinterin Kelli White nachträglich wegen Dopings disqualifiziert worden war, wurde der deutschen Staffel im Juni 2004 der Weltmeistertitel zugesprochen.
1998 wurde sie mit der 4-mal-100-Meter-Staffel Zweite bei den Europameisterschaften in Budapest in 42,68 s zusammen mit Melanie Paschke, Gabi Rockmeier und Andrea Philipp. Erfolgreich mit der 4-mal-100-Meter-Staffel war sie bereits in der Juniorenklasse: 1991 wurde sie Junioreneuropameisterin, 1992 Dritte bei den Juniorenweltmeisterschaften.
Bei den Europameisterschaften 2002 in München belegte sie in 52,91 s den achten Platz im 400-Meter-Lauf, mit der 4-mal-400-Meter-Staffel in der Besetzung Florence Ekpo-Umoh, Birgit Rockmeier, Claudia Marx und Grit Breuer gewann sie den Europameistertitel in 3:25,10 min.
Insgesamt gewann sie 16 deutsche Meistertitel in Sprint und Staffellauf.
Birgit Rockmeier ist die Zwillingsschwester von Gabi Rockmeier, die ebenfalls eine erfolgreiche Sprinterin war. Sie startete bis 1998 für den TSV Jahn Freising, ab 1999 gehörte sie der LG Olympia Dortmund (Trainer: Heinz Löser) an. Sie ist 1,73 m groß und wiegt 62 kg. Birgit Rockmeier war Sportsoldatin in der Sportfördergruppe der Bundeswehr Neubiberg.
Wie ihre Zwillingsschwester beendete sie ihre Karriere im Jahr 2006.